# Bipes biporus
La lagartija topo cinco dedos, también conocida como ajolote de cinco dedos, asimismo como lagarto gusano de dos patas, lagarto topo mexicano, lagarto gusano de cinco dedos, culebrilla ciega de dos patas o lagarto ajolote (Bipes biporus) es una de las tres especies del género Bipes y la familia Bipedidae, y la única de los anfisbenios que conserva sus dos patas delanteras solamente. Su cuerpo cilíndrico mide de 17.4 - 24 cm. Su cabeza redonda no se distingue del cuello. Posee ojos pequeños y vestigiales con pupilas redondas. Cola corta y gruesa. Patas anteriores cortas y robustas con cinco garras largas cada una. Puede vivir de uno a dos años. Es endémica de México; se distribuye a lo largo de la península de Baja California Sur. Habita suelos sueltos y arenosos con vegetación arbustiva en las regiones del Desierto de Vizcaíno y las Planicies de Magdalena. Se le encuentra en diversidad de climas, entre ellos, muy seco, muy cálido, muy seco semicálido, semiseco semicálido, seco semicálido y templado subhúmedo. La NOM-059-SEMARNAT-2010 considera a la especie sujeta a protección especial; la UICN2019-1 como de preocupación menor. Entre los principales riesgos que le amenazan se encuentran la destrucción y disminución de su hábitat por actividad antropogénica (agricultura y ganadería), la recolección por colectores furtivos, el desarrollo turístico y la minería.

## Descripción
Con un cuerpo cilíndrico transversalmente el cual puede alcanzar hasta 240 mm de longitud total. Su cabeza está conectada inmediatamente al cuerpo sin poder distinguirse el cuello, la forma de su cabeza es redondeada y corta. Su piel está muy segmentada, dándole un aspecto corrugado. Como las lombrices de tierra, su movimiento subterráneo es por peristaltismo de los segmentos. Sus patas delanteras son fuertes y aplanadas: Las patas traseras han desaparecido, dejando solamente los huesos vestigiales, visibles mediante rayos-X.

## Hábitat
B. biporus vive en  la porción oeste de Baja California Sur aproximadamente a 17 km del Norte de Jesús Gómez Ponce, donde la Sierra Colombia contacta al Pacífico, al sur de Cabo San Lucas, de igual forma se le puede encontrar en el Istmo de La Paz, cuando su distribución se extiende al este donde se encuentran islotes arenosos y plano los cuales son perfecto para sus madrigueras. Al igual que todas las anfisbenas habita en madrigueras que hacen en suelos que generalmente están sueltos y aireados, muy rara vez suben a la superficie  ya que su ciclo de vida lo pueden hacer bajo tierra.

## Alimentación
Es una carnívora oportunista. Come hormigas, termitas, larvas, lombrices e insectos y animales de pequeño tamaño, incluyendo lagartos. Por lo general atrae a su presa a su madriguera.

## Reproducción
Las hembras alcanzan  a los 185 mm y se pueden reproducir generalmente entre los meses de junio y julio. Los huevos van de 2 a 4 y las primeras crías comienzan a aparecer en septiembre.

## Comportamiento
Se caracterizan por construir grandes sistemas de túneles bajo tierra que corren horizontalmente en varias direcciones ocasionalmente mostrando la salidas de estos sistemas cerca de rocas o troncos caídos. Estos sistemas generalmente se encuentran por debajo de áreas con vegetación. Son activos durante todo el año, en las mañanas generalmente se les puede encontrar en las salidas de los sistemas de túneles para tomar el sol, conforme pasa el día y la temperatura incrementa bajan más en sus túneles donde pasan la mayor parte del tiempo. 